# Serbios
Los serbios (en serbio: Srbi, serbio cirílico: Срби) son un pueblo eslavo del Sur que viven en Europa Central y los Balcanes. Están ubicados principalmente en Serbia, Montenegro, Bosnia y Herzegovina, y, en menor medida, en Croacia. Los serbios también son una minoría significativa en otras dos repúblicas de la antigua Yugoslavia: Macedonia del Norte y Eslovenia. También son una minoría reconocida oficialmente en Rumanía y Hungría. Existe una importante diáspora serbia en Europa occidental (concentrados en Alemania, Suiza y Austria), así como en América del Norte: Estados Unidos y Canadá, y serbios en Latinoamérica: Argentina, Chile, Perú, México, República Dominicana y Venezuela. En los países de habla alemana viven más de un millón de serbios: Luxemburgo (2% de la población general), Austria (3,8%), Suiza (2%) y Alemania (casi el 1%). 
Geográficamente esta nación representa el baluarte más occidental de la cristiandad ortodoxa en Europa. La Revolución serbia (1804-1815) marcó el renacimiento moderno de Serbia y su establecimiento como un principado que combatió a los otomanos, los búlgaros y austríacos por la supremacía en los Balcanes. En 1918 al terminar la Primera Guerra Mundial y resultar victoriosos en la Campaña de Serbia (1918), Pedro I de Serbia unificó su país con el Reino de los Serbios, Croatas y Eslovenos, coloquialmente conocida como Yugoslavia, el ejército serbio liberó dichos territorios que pertenecían al Imperio Austrohúngaro en los que vivían los eslavos y recuperó su soberanía en ese año. En 2006 después de la independencia de Montenegro de Serbia y Montenegro, que había sido el último fragmento de la antigua Yugoslavia que permanecía en el siglo XXI tras la desintegración de Yugoslavia en el decenio de 1990.

## Historia
El origen de los serbios (srbi) es incierto. De acuerdo con la Crónica de Néstor, historia del primer estado eslavo oriental, los serbios se encuentran entre los cinco primeros pueblos eslavos que fueron conocidos por su nombre moderno.
Son mencionados por primera vez por Claudio Ptolomeo en el siglo II, en su Geographia (libro 5, 9.21), para designar a los Serboi, una tribu que habitaba en Sarmacia, probablemente al norte del Cáucaso, junto al bajo Volga, o junto al Mar Negro. Contemporáneos de Ptolomeo, como Tácito y Plinio el Viejo (Naturalis Historia, VI) se refieren también a los Serboi en las inmediaciones del Cáucaso.
Una de las hipótesis más aceptadas es la de que los sorbios o sorabos (Serbja en alto sorabo) que habitan Alsacia comparten ascendencia con los serbios (en idioma serbio, sorbio se dice Lužički Srbi, o serbio de Lusacia). Según esta hipótesis, los eslavos serboi que en el siglo V partieron del Cáucaso hacia Europa son los ancestros comunes de serbios y sorbios, que se dividieron en dos grupos. Uno de los grupos (los antepasados de los serbios), conocido como los serbios blancos (beli srbi), emigró a los Balcanes hacia 610-626 encabezado por el Arconte Desconocido. Por su ayuda al emperador Heraclio en sus luchas contra los ávaros, este les permitió establecerse en un área de la provincia de Macedonia, próxima a la actual ciudad griega de Servia. Posteriormente, se produjo su expansión hacia el norte.

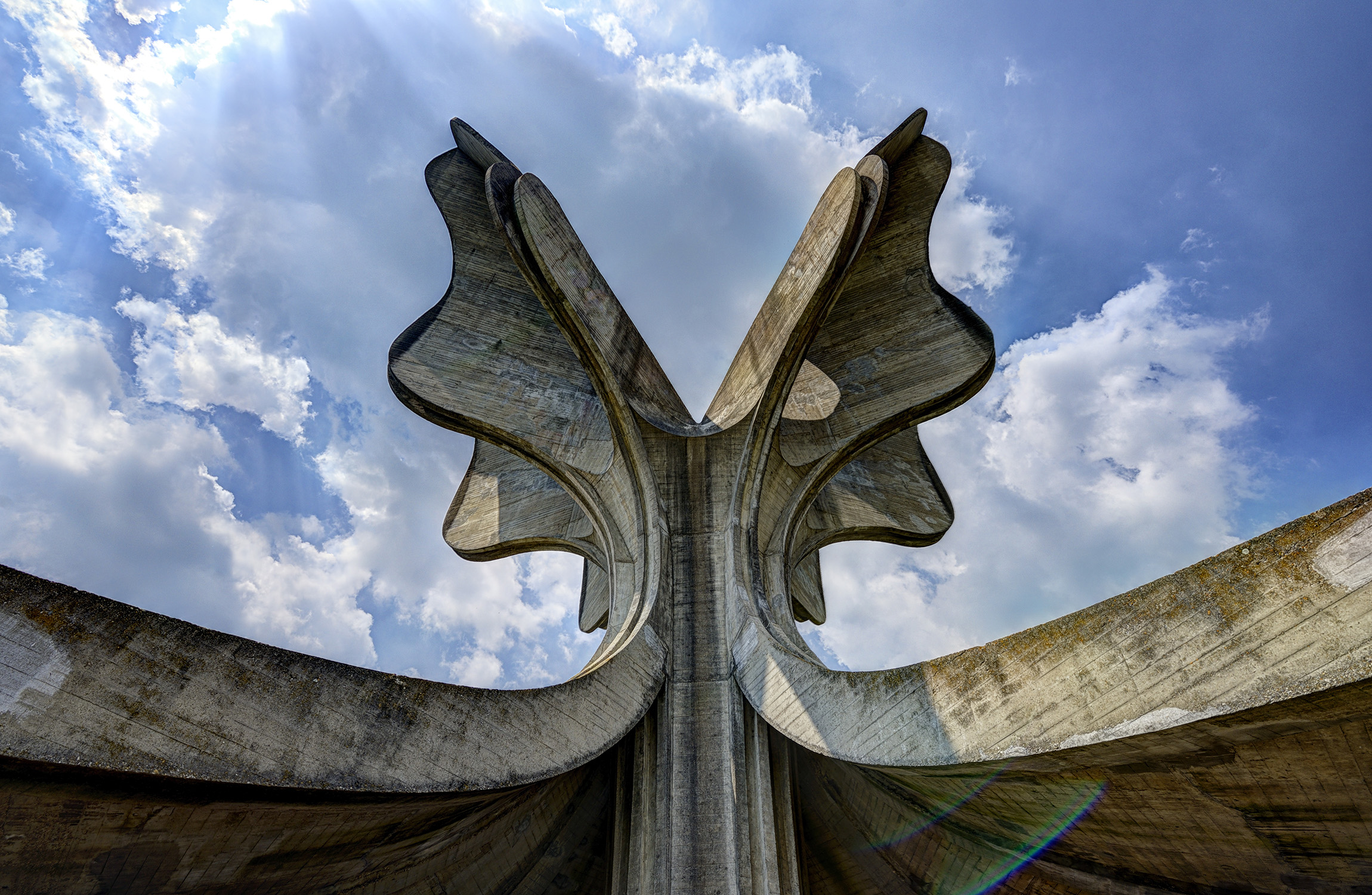
Flor de piedra, un monumento dedicado a las víctimas de Campo de concentración de Jasenovac, que fue parte del genocidio de serbios
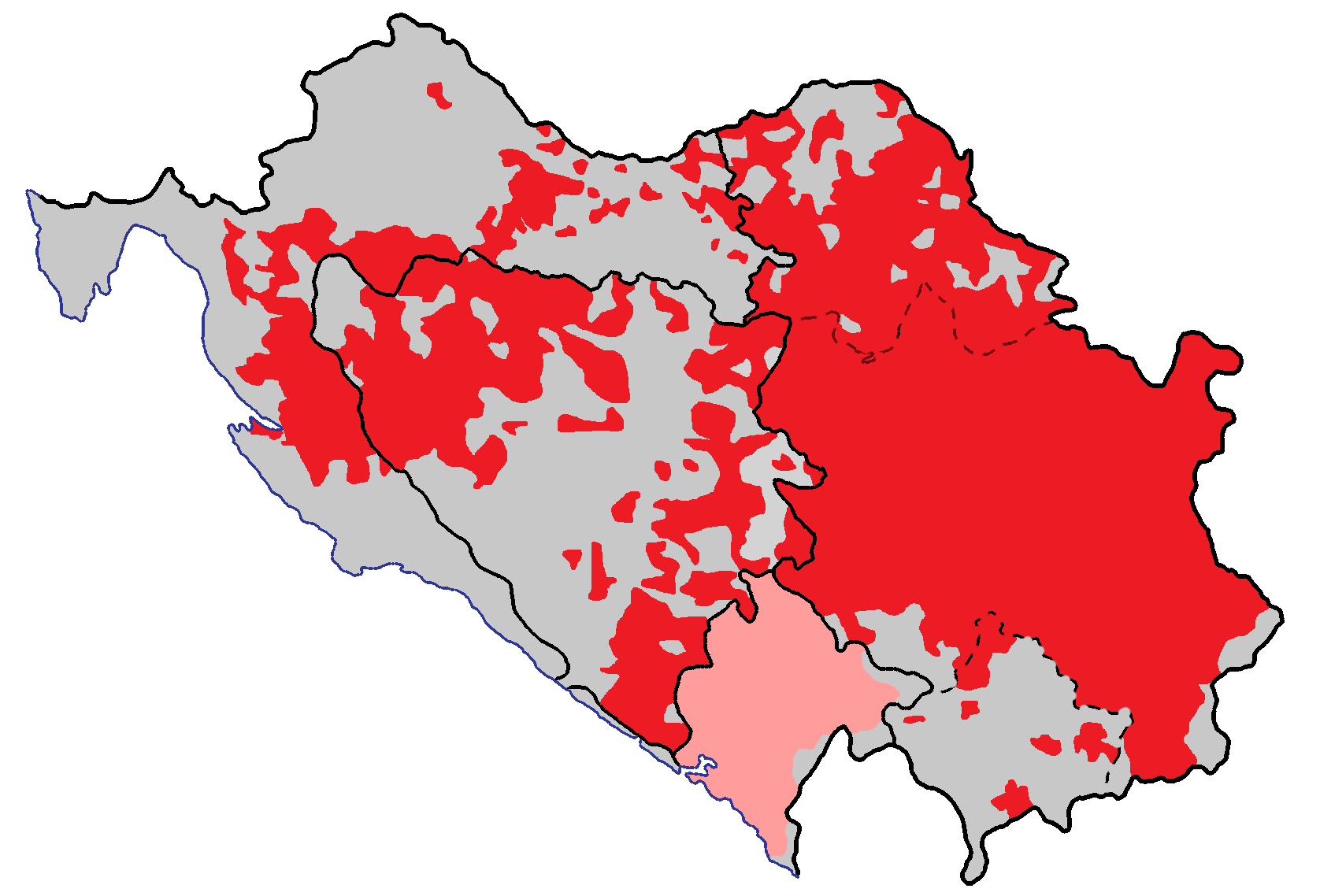
Distribución de los serbios en Yugoslavia en 1981.
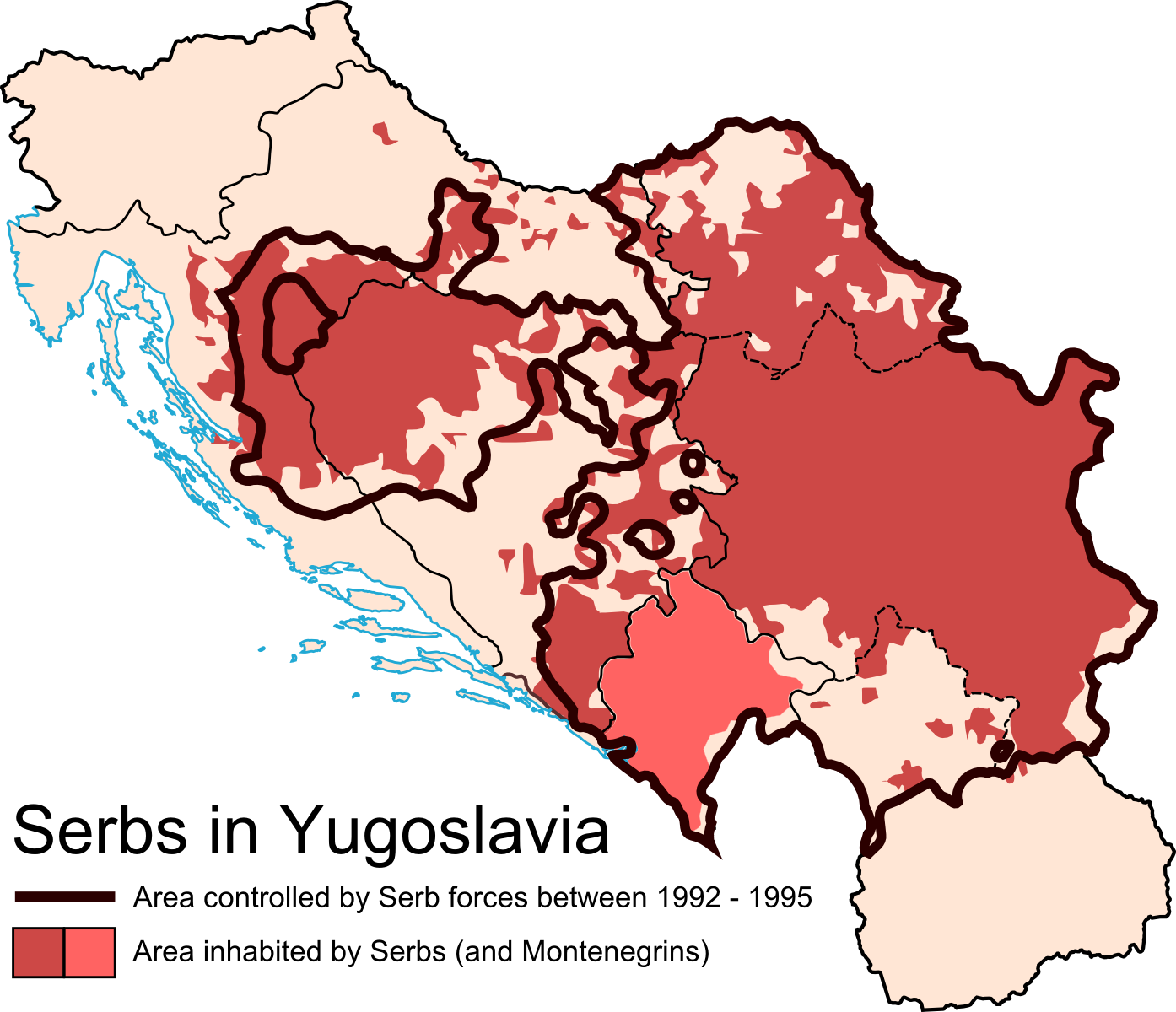
Distribución de los serbios en Yugoslavia en 1992-95.

## Educación y Ciencia
Muchos serbios han contribuido al campo de la ciencia y de la tecnología. El científico, inventor, físico, ingeniero mecánico e ingeniero eléctrico Nikola Tesla es considerado como uno de los inventores más importantes de la historia. Es conocido por sus contribuciones a la disciplina de electricidad y magnetismo durante el siglo XIX y principios del siglo XX.
Mihajlo Pupin fue un físico de origen serbio conocido por sus numerosas patentes y desarrolló un sistema para aumentar en gran medida el alcance de las comunicaciones telefónicas.
Milutin Milankovic fue un ingeniero civil y geofísico que contribuyó en la teoría de las glaciaciones.
Mihailo Petrović contribuyó significativamente al estudio de ecuaciones diferenciales e inventó uno de los primeros prototipos de ordenador analógico.
Mileva Maric fue una matemática y física serbia, esposa de Albert Einstein, que contribuyó en el desarrollo de la Física junto a los estudios de su marido.

## Literatura

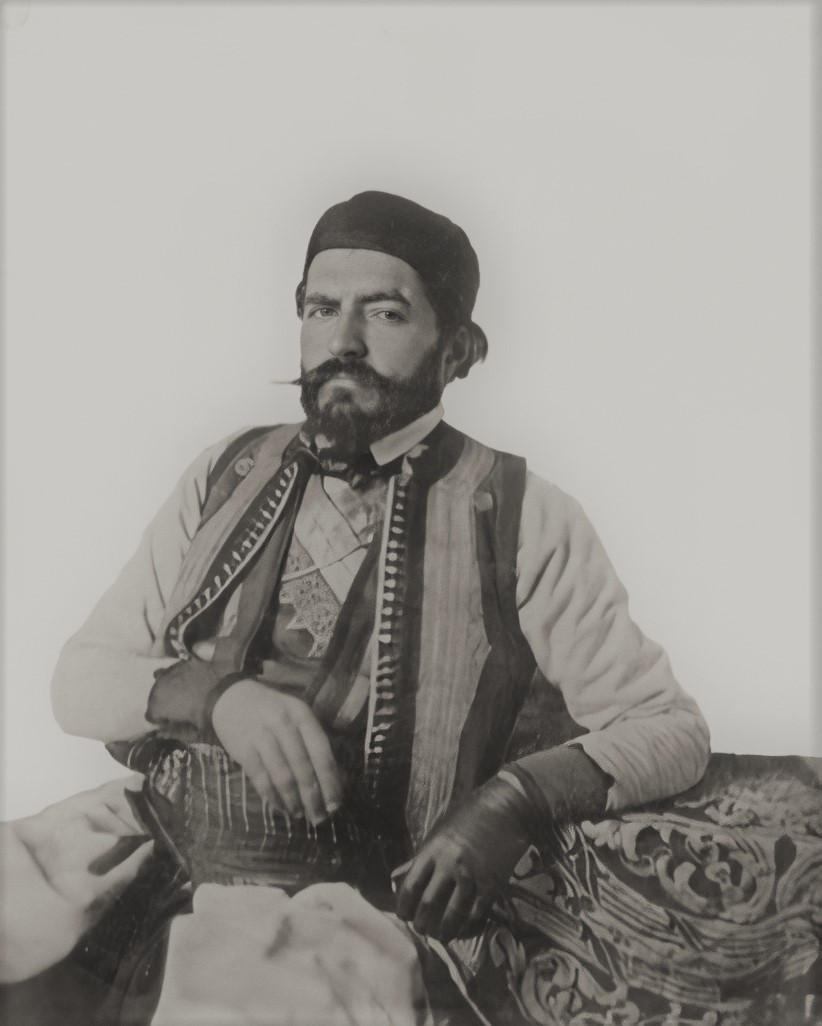
Petar II Petrović-Njegoš es considerado uno de los mejores poetas de la literatura serbia.

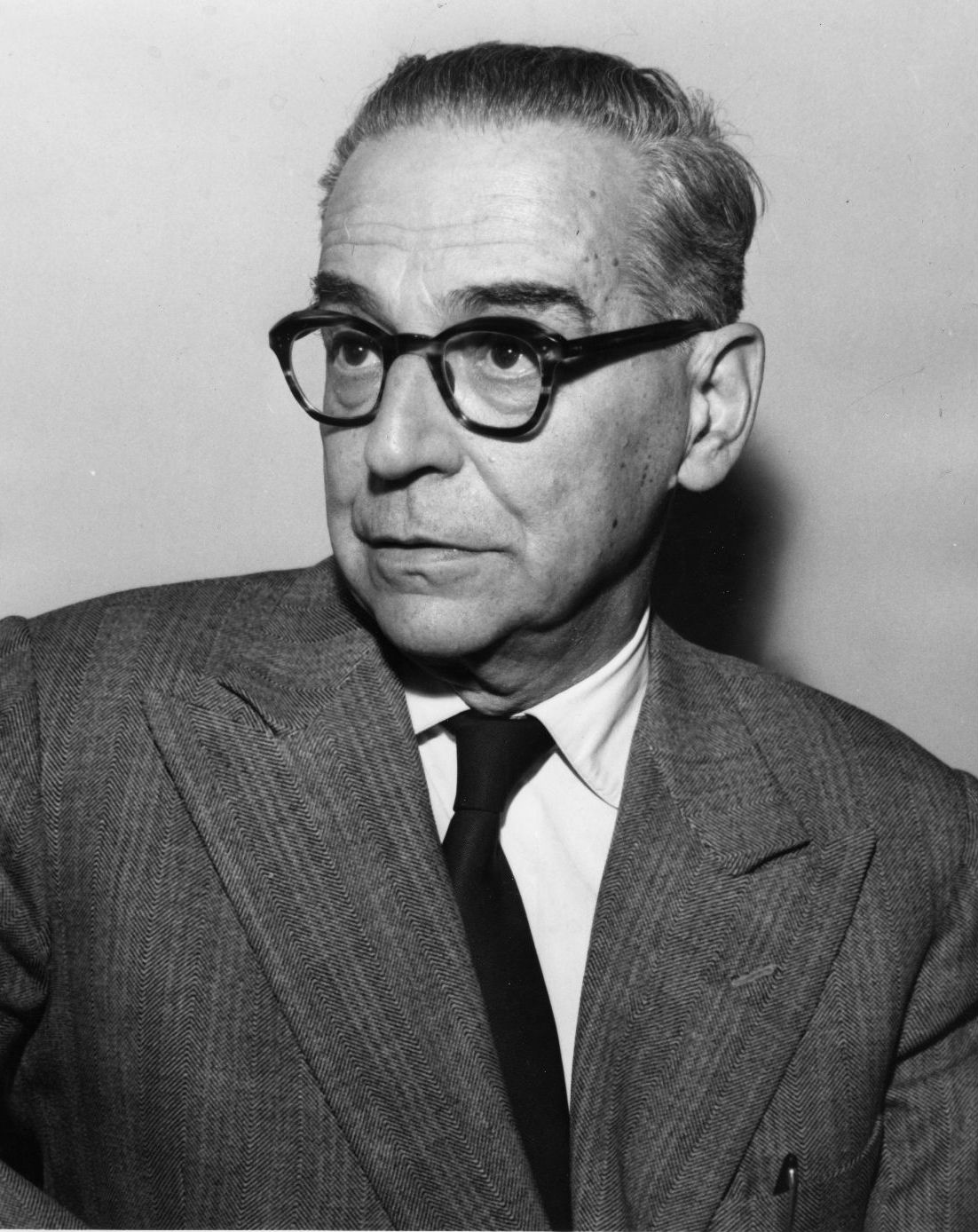
Ivo Andrić,novelista, poeta y escritor de obras de teatro que ganó el Premio Nobel en 1961.

La mayor parte de la literatura escrita por los primeros serbios fue sobre temas religiosos. San Sava es considerado como uno de los fundadores de la literatura medieval serbia.
La literatura moderna serbia comenzó con las colecciones de  canciones populares de Vuk Karadžić en el siglo XIX. Pedro II de Montenegro, poeta y filósofo cuyas obras son ampliamente consideradas como algunas de las más importantes en la literatura serbia.
Los primeros autores serbios que aparecieron después de la Segunda Guerra Mundial fueron Mihailo Lalić y Dobrica Ćosić. Otros autores yugoslavos de la posguerra fueron Ivo Andrić y Meša Selimović, ambos se identificaban como serbios. Ivo Andric ganó el Premio Nobel de Literatura en 1961. Entre sus grandes obras se encuentra un Puente sobre el Drina y la Crónica de Travnik.

## Arte
Durante los siglos XII y XIII, surgieron en el territorio serbio muchos íconos, pinturas murales y miniaturas manuscritas, ya que se construyeron muchos monasterios e iglesias ortodoxas serbias como las del monasterio de Studenica, monasterio de Sopoćani, Monasterio de Gračanica y el monasterio de Visoki Dechani. La arquitectura de algunos de estos monasterios son mundialmente conocidos. Todos los monasterios están protegidos por la UNESCO.
La pintura serbia vivió su máxima expresión entre 1850 y 1950 con Đura Jakšić (1832-1878), Petar Dobrović (1890-1942) y Nadežda Petrović, una pintora serbia y una de las mujeres pioneras de la fotografía de guerra en la región. Considerada la 
impresionista y fauvista más célebre de Serbia. Paja Jovanovic fue uno de los pintores realistas serbios más importantes. Sava Šumanović (1896-1942) fue pionero en cultivar estilos como el cubismo y el expresionismo, y Đorđe Andrejević-Kun (1904-1964) fue el pintor por excelencia de la era yugoslava.

## Cine
El cine se estableció razonablemente temprano en Serbia antes del inicio de la Segunda Guerra Mundial. Una biografía sobre el revolucionario serbio Karadjordje "Vida y obra del viaje inmortal de Karadjordje" se estrenó en 1911. Es la película más antigua de los Balcanes, pero la película más notable anteriores a la Segunda Guerra Mundial fue "La batalla de Kosovo" de Mihailo Popovic en 1939. Emir Kusturica, director de cine, se hizo mundialmente famoso después de ganar la Palma de Oro dos veces en el Festival de Cine de Cannes. Entre sus películas más destacadas se encuentran Underground y Gato negro, gato blanco. Karl Malden fue un actor estadounidense de origen serbio, destacado en Hollywood, que ganó el premio Óscar y el Premio Emmy.

## Deportes
El éxito reciente de los tenistas serbios ha llevado a un inmenso crecimiento en la popularidad del tenis en Serbia. Novak Djokovic, veinticuatro veces campeón de torneos individuales de  Grand Slam, terminó en 2011, 2012, 2014, 2015, 2018, 2020 y 2021 como n.º 1 en el mundo. Otros tenistas que han destacado son Monica Seles, Ana Ivanovic y  Jelena Janković. 
Un total de 31 jugadores serbios (tres con un anillo de la NBA) han jugado en la NBA en las últimas tres décadas, incluidos Predrag Stojaković (tres veces NBA All-Star), Vlade Divac (NBA All-Star 2001 y entró en el Salón de la Fama del Baloncesto) y Darko Miličić. Los jugadores serbios tuvieron un gran impacto en Europa, 
incluyen a cuatro miembros dentro del Salón de la Fama de la FIBA en las décadas de 1960 y 1970: Dragan Kićanović, Dražen Dalipagić, Radivoj Korać y Zoran Slavnić - así como estrellas recientes como Dejan Bodiroga (Mejor Jugador Europeo 2002), Aleksandar Đorđević (Mr. Europa 1994 y 1995 ) y actualmente activos Miloš Teodosić (MVP de la Euroliga 2009-2010) y Nikola Jokić (cinco veces NBA All-Star).
Jugadores del fútbol serbio que hayan ganado una UEFA Champions League son Branislav Ivanović, Nemanja Vidić y Dejan Stanković .
El nadador Milorad Čavić, fue 6 veces campeón de Europa, 1 vez campeón del mundo y obtuvo medalla de plata en los Juegos Olímpicos de Pekín 2008. Otros medallistas olímpicos fueron Ivana Španović.